# Текома
Текома (Campsis radicans (L.) Seem. ex Bureau) име рода је од грчког глагола κάμψη = савити, због савијених филаментума; епитет врсте значи коренити због видљивих адвентивних коренова на нодусима летораста. Синоними су Bignonia radicans L. и Tecoma radicans (L.) Juss., а домаћи назив поред текоме је и кампсис.

## Ареал
Природно је распрострањена на југоистоку Северне Америке (од Тексаса до Флориде, на северу до Мисурија, Пенсилваније и Њу Џерзија. Интродукована је на Азорским острвима, Шпанији и целом Медитерану где је широко распрострањена, у осталим деловима Европе са хладнијом климом слабије.

## Опис врсте
Текома је листопадна брзорастућа пузавица која достиже висину (дужину) до 15 m, качи се помоћу ваздушних коренова. Кора је смеђа и брадавичаста.
Листови су сложени, наспрамни дуги до 20 cm, непарно перасти са 7-11 лиски. Лиске су овалне или издужено јајасте, дуге 4–6 cm, ширине 2–3 cm, грубо тестерасте, зашиљеног врха. Лице је тамнозелено и голо а наличје светлије и длакаво дуж средишњег нерва.
Петоделни цветови су наранџасти до црвени трубичасти, дужине 6–9 cm. Груписани су по 4-11 у терминалним цимозним цвастима. Цвета дуго и обилно од јуна до септембра.
Плод је дводелна вишесемена одрвењена чаура дужине 5–15 cm а широка око 3 cm која сазрева од септембра до новембра. Чаура мења боју од зелене до тамнобраон (када је зрела), отвара се од октобра до децембра, а пљоснато семе са два бочна прозирна крила лако се разноси ветром. Котиледони дворежњевити; клијање епигеично, примарни листови прости.

## Биоеколошке карактеристике
Јавља се у влажним шумама, мочварним регионима, добро подноси градску средину. Подноси ниске температуре до -20 °C. Хелиофит без посебних захтева према земљишту.

## Значај
Као украсна биљка користи се за вертикално озелењавање, на перголама, зидовима, стубовима, терасама, често се среће у урбаној средини. Некада се користи и за контолу ерозије и као покривач тла. Посебним орезивањем може се формирати у мало „самоносеће“ дрво.
У Србији нема инвазивни карактер, али с обзиром да је у неким деловима света инвазивна, треба предузети екстензивни мониторинг. На нове локације шири се као украсна биљка – расадничком трговином и самосевом анемохоријом, а локално коренским избојцима. Примена механичких мера сузбијања коренских изданака не даје резултате. Хербициди су делимично ефикасни (препарат Touch-down 4-LC).

## Размножавање
Генеративно: семе је са дормантним ембрионом који је способан да исклија после 60 дана хладно-влажног третмана. Од вегетативних начина размножавања полегање и коренски избојци су од значаја за ширење ове врсте без помоћи човека, а коренске резнице се користе у расадницима